# Кампаку
Кампа́ку (яп. 関白, かんぱく) — титул і посада найвищого радника дорослого Імператора у стародавній і середньовічній Японії. Аналог турецького візира або європейського канцлера. 
Назва посади походить з китайської історичної хроніки «Книги Хань» і перекладається як «той, хто прийняв [управління від Сина Неба] і говорить [від його імені]». 
Вперше введена у 880-х роках для Фудзівари но Мотоцуне. Скасована у 3 січня 1868 року у зв'язку з реставрацією прямого Імператорського правління.
Кандидати на цю посаду зазвичай вже мали обіймали посаду регента сессьо малолітнього Імператора. Відповідно, особа яка призначалась регентом в майбутньому автоматично ставала радником монарха. 
У 11 столітті склалася традиція, що обидві посади монопольно займали лише представники роду Фудзівара. Виняток становили лише 2 вихидці з селян: об'єднувач Японії Хасіба Хідейосі (6 серпня 1585) та його наступник Тойотомі Хідецуґу.